# Estádio Jonas Duarte
Estádio Jonas Ferreira Alves Duarte é um estádio de futebol brasileiro localizado em Anápolis, Goiás.

## História
Sua construção foi iniciada em 1964, e o estádio foi inaugurado em 11 de abril de 1965, com apenas um lance de arquibancadas cobertas. O primeiro jogo foi entre o São Paulo e uma "Seleção de Anápolis". O tricolor paulista venceu por 4 a 1, sendo o primeiro gol do estádio anotado pelo jogador Rodarte, do São Paulo.
Posteriormente, foram construídas as arquibancadas descobertas, além de um anel unindo as duas arquibancadas opostas. Na reforma efetuada, foi construída também uma geral, que elevava a capacidade do estádio para vinte mil lugares. Recentemente, por questões de segurança, a geral foi interditada, e diversas melhorias foram introduzidas no estádio visando aumentar a segurança do público, reduzindo a capacidade total para 14.400 lugares. Existem muitas divergências na avaliação da real capacidade do estádio. De acordo com o último laudo do Corpo de Bombeiros, a capacidade total seria de 17.170 lugares, porém a Federação Goiana de Futebol só autoriza a emissão de no máximo nove mil ingressos por jogo. As arquibancadas cobertas hoje são ocupadas pelas cadeiras.
O maior público registrado do estádio foi estabelecido na partida pelo Campeonato Brasileiro, no empate em 0 x 0 entre Anapolina e Corinthians no dia 26 de março de 1978, e contou com a presença de 19.640 pessoas. 